# Немачка лака крстарица Келн
Крстарица Келн је била последњи - трећи, брод из класе немачких лаких крстарица Кенигсберг, грађених пре Другог светског рата. За разлику од прве две крстарице те класе; Кенигсберг и Карлсруе, Келн је имала више среће и потопљена је пред сам крај рата и то у сувом доку, а не на отвореном мору.

## Служба
Последњи брод серије крстарица Кенигсберг се градио у бродоградилишту у Вилхелмсхафену и требало је да замени застарелу крстарицу Аркону. Свечано церемонијално поринуће је било 23. марта 1928. године. Доградња брода се одвијала доста брзо за мирнодопске стандарде и 15. јануара 1930. године, крстарица је спремна за службу. Посада старе крстарице Аркона, прелази на крстарицу Келн, а њени официри постају основа нове команде. Нова крстарица је „рођена“ под срећном звездом и служи малтене до краја рата, избегавајући све непријатности, које је задесила друге бродове те класе.
Дана, 4. фебруара 1930. године, брод започиње пловна испитивања и током следеће три месеца пролази сва испитивања пријемне комисије. Истовремено са пловним испитивањима, извођена су и бојева гађања. Августа исте године, крстарица прави посету Копенхагену. Следи дорада откривених дефекта у бродоградилишту. Дана, 28. октобра 1930. године, брод прави први инострани поход по Атлантику и 10. новембра се среће са крстарицом Карлсруе код Зеленортских острва. Након тога заједно одлазе ка Шпанији, а 5. децембра Келн се враћа у Вилхелмсхафен. Следи ремонт и учествовање на маневрима и паради Рајхсмарине.
По завршеном походу по норвешким водама, брод пролази обуку на Северном мору и Балтику. Крстарица одлази 8. децембра 1932. године ка шпанској обали на Средоземном мору. Након проласка кроз Суецки канал, Келн посечује Индију, Холандску индокину, Аустралију, острва Фиџи, луку Рабаул, Јапан, Кину, да би поново прошла кроз Суецки канал, посетила Крит и вратила се у Немачку. Следи краћи ремонт и обука, током које посећује Португал. Јула 1936. године долази ред на крстрицу Келн да узме учешће у поморској блокади републиканског дела шпанске обале (види:Шпански грађански рат) и ту остаје до 30. новембра 1936. године. Већ 10. јануара 1937. брод је поново крај шпанске обале и ту остаје до средине марта, када се враћа због ремонта у Немачку. Малтене, целу 1937. године Келн проводи поред обале Шпаније, са кратким периодима ремонта у Немачкој. 
Почетак Другог светског рата Келн дочекује на Балтику. Учествује у блокади Пољске а затим заједно са крстарицама Кенигсберг, Лајпциг и Нирнберг, поставља минска поља у Северном мору (западни бедем). Од 8. до 10. октобра 1939. године крстарица учествује у рејду немачке морнарице у северном делу Северног мора. Новембра брод учествује у великим маневрима на Балтичком мору под командом контраадмирала Литјенса. Дана, 12. децембра 1939. године брод учествује у препаду код Догер банка и након оштећења крстарице Нирнберг, Келн постаје заставни брод извиђачких снага. Током зиме крстарица Келн се налазила у Килском заливу и тек почетком марта је пребачена у Вилхелмсхафен, ради припрема за операцију „Вежба на Везеру - Север“. Заједно са крстарицом Кенигсберг је у саставу 3. групе. Она не задобија никаква оштећења при нападу на Берген, а избегава и нападе британских обрушавајућих бомбардера, и стиже 11. априла 1940. године у Хелголандски залив. Дана, 16. маја Келн учествује у полагању минских поља у рејону Фишер банка, а 18. маја понаваља операцију. Након завршених полагања мина, Келн је пребачена на Балтик и придодата школи поморске артиљрије, а 26. јуна одлази на ремонт у Кил. По завршеном ремонту и поновљених операција постављања минских поља у Скагераку, крстарица је укључена у школски одред. Почетком 1941. године Келн врши пробе са првим хеликоптером (Флетнер Фи-282). Пред почетак операције „Барбароса“, крстарица је укључена у новоформирану балтичку флоту. Како совјетска флота није изашла на море, немачки бродови се враћају у луке. Следећа операција крстарице Келн је заузимање острва Даго и Мон, са којих је совјетска авијација бомбардовала Берлин. Идеја да се Келн пребаци у Норвешку је пропала не само због проблема са модернизацијом, него и због тамошње команде, која није веровала у борбену способност тог брода. Касније команда групе „Север“ мења мишљење и тражи да се Келн придружи осталим бродовима у Норвешкој. Модернизација у Вилхелмсхафену је трајала до 23. маја 1942. године, потом поставља минско поље у Скагераку и 13. јуна стиже у Осло. Брод учествује само у једној операцији и тад су уочени дефекти на новим котловима. Током 1943. године крстарица је коришћена као пловећа касарна, да би 1944. године била пребачена на Балтик. При постављању минског поља у Скагераку 12. децембра 1944. године, крстарица је нападнута од савезничких авиона и оштећена од експлозија бомби у њеној близини. Враћа се у Вилхелмсхафен и почетком 1945. године почиње ремонт. Међутим, 30. марта 1945. године савезнички бомбардери потапају пловећи док заједно са крстарицом Келн. Након рата брод је извучен из мора и сасечен.

## Тактичко-техничке карактеристике
- Тежина:
  - 6.756 тона стандардни депласман
  - 7.700 тона пуни депласман
- Димензије:
  - Дужина: 174,00 метара
  - Ширина: 15,20 метара
  - Газ: 6.28 метара (средњи газ)
- Максимална брзина:
  - 32,1 чвора
- Погон: 6 котла ВМФ, 4 турбине 68.200 КС, дизел уређај МАН 1.800 КС
- Максимална даљина пловљења: 7.300 наутичких миља/ 17 чвора
- Количина горива: 1184 тона нафте и 261 тона дизела
- Наоружање:
  - Главна артиљерија: 3 × 3 топа 150 mm
  - Помоћна артиљерија: 6 × 1 топа 88 mm
  - Противавионска артиљерија: 4 × 2 топа 37 
  - Торпедне цеви: 4 x 3 533 mm
  - Авиони: 2 × Хеинкел Хе 60 или Арадо Ар 196
- Оклоп:
  - Оклопни појас: 30-50 
  - Палуба: 10-40 mm
  - Артиљеријске куле 150 : 20-30
- Посада: 820 официра и морнара